# Telesto fruticulosa
Telesto fruticulosa is een zachte koraalsoort uit de familie Clavulariidae. De koraalsoort komt uit het geslacht Telesto. Telesto fruticulosa werd in 1846 voor het eerst wetenschappelijk beschreven door Dana. 